# 城报
《城报》是中华人民共和国浙江省杭州市的一份报刊。由杭报集团和杭州地铁集团联合出品，于2012年9月6日起试刊，同年12月28日正式创刊，是唯一可在杭州地铁各站免费发行的报纸。办报理念为「浅阅读、深沟通，让生活更有意思」，每周一至周五出版。它是浙江第一张免费地铁报。